# Patagioenas araucana
Patagioenas araucana е вид птица от семейство Гълъбови (Columbidae).

## Разпространение
Видът е разпространен в Аржентина и Чили.